# Карліс Бауманіс
Карліс Бауманіс (латис. Kārlis Baumanis, більше відомий як Бауману Карліс, латис. Baumaņu Kārlis; *11 травня 1835, Вількьене — †10 січня 1905, Лимбажі) — латвійський композитор, автор слів та музики національного гімну Латвії «Dievs, svētī Latviju» (Боже бережи Латвію).
Карліс Бауманіс був педагогом і учасником молодого латвійського громадського руху, одним із основоположників латвійської професійної музики, співавтором сатиричного видання «Дундурі», драматургом і поетом, а також одним із засновників руху національного пробудження Латвії. Більш відомий як автор національного гімну Латвії «Боже, благослови Латвію», який згодом став державним гімном Латвійської Республіки.

## Життєпис
Народився 11 травня 1835 і був шостим сином Якобса Бауманіса, орендаря садиби Індрікі у волості Вількене Лімбазького повіту, та його дружини Анни. У 1837 родина Бауманісів переїхала до будинку Лемшукални у садибі Лимбажі.
Навчався в Лімбазькій парафіяльній школі (1846–1848), Лімбазькій початковій школі (1848–1850) та Лімбазькій окружній школі (1850–1852). Після закінчення повітового училища з 1853 по 1856 рр. навчався у вчительській семінарії Чімзес у Валці, де вивчав загальноосвітню, спеціальну педагогіку, іноземні мови, хоровий спів, гру на органі та скрипці.
Влітку 1856 Карліс Бауманіс закінчив семінарію навідмінно з усіх предметів і почав працювати домашнім учителем у родині фон Адеркаса, власника маєтку Кірбіжі. Скривджений національними почуттями і невдоволений своїм принизливим станом, він восени 1858 покинув маєток і вирушив до Петербурга, столиці Російської імперії, зі словами «Краще в Петербурзі, ніж у Відземі учителем».
У Санкт-Петербурзі можна було зробити багато чого на благо народу, що в той час у країнах Балтії було неможливим. Російське суспільство неодноразово підтримувало латвійські національні зусилля, тому в 1860-х роках у Петербурзі був створений центр латвійської прогресивної думки, до якого приєднався Бауманіс.
Спочатку він жив у своїх братів — Мартіньша і Єкаба, які прибули туди раніше як ремісники. У зв'язку з тим, що сертифікат із семінарії Чімзес у Валці не давав права працювати вчителем у Санкт-Петербурзі, Бауманіс за підтримки молодшого брата Яніса Цімзе, Давідса Цімзе швидко підготувався до обов'язкового іспиту домашнього вчителя, який склав дуже добре. Почав працювати вихователем і вчителем каліграфії в у школі церкви св. Анни.
Одночасно Бауманіс домашнім вчителем у родині директора 1-го департаменту російського міністерства народної освіти Миколи Ребіндера. Там він мав широкі можливості для самоосвіти (вдома мав велику приватну бібліотеку з видатними працями в галузі історії та педагогіки) і можливість зустрітися з багатьма визначними людьми того часу, зокрема з німецьким державним діячем Бісмарком та іншими.
У 1860 Бауманіс отримав постійну роботу вчителя німецької мови в Петербурзькій реформатській школі, де пропрацював більше двадцяти років. Директор школи Давид Марго спонукав його до складання німецького підручника, виданого в 1865, під назвою «Elemente deutscher Schrift and Sprache»
У цей час він вступає до щойно створеного Латвійського читацького товариства Санкт-Петербурга (1862), був співробітником петербурзьких газет (1862–1865), де тоді працювали також Кришьяніс Валдемарс та Аусекліс.
В семінарії Чімзес Бауманіс навчився гармонізувати народні пісні в дусі німецької музики, у 1865 брав приватні уроки гри на фортепіано у професора Петербурзької консерваторії Ф. Чорного. Наприкінці 1860-х років з'являються перші обробки народних пісень Карліса Бауманіса, і він починає думати про створення авторських пісень.
Важливим поворотним моментом у житті Бауманіса стало його обрання в 1870 речником Ризького латиського товариства та членом Співочої комісії, де він брав активну участь у підготовці Першого загального латвійського співочого фестивалю. Цього року він одружився з Марією Каролін Єлизаветою, дочкою Фердинанда фон Віта, орендаря садиби Саруму, і був викладачем німецької мови в престижному Смольному інституті благородних дівчат.
У 1871 навчався композиції у чеського музиканта Войсха Главави. 14 листопада 1872 у нього народилася донька Лілія Елізабет. У 1873 за успіхи в педагогічній роботі був нагороджений орденом Св. Анни.
На Першому пісенному святі 1873 прозвучали дві оригінальні пісні Карліса Бауманіса — «Пісня про вітчизну» та «Пісня даугавських рибалок». Державний гімн «Боже, благослови Латвію!» не був включений до програми через цензуру, але все ж співався на урочистому відкритті 26 червня 1873 в залі Ризького латиського товариства. Карліс Бауманіс разом зі своїм учителем Янісом Цімзе та головними диригентами входив до комісії журі військового хору.
У 1874 у Петербурзі були видані збірки пісень Бауманіса «Austra» та «Līgo» з гімном «Боже, благослови Латвію», остання була конфіскована місцевою владою в Ризькому порту і спалена на Даугаві.
У 1874 Карліс Бауманіс і Кронвальдс Аті очолювали Другу загальну вчительську конференцію, де двісті п'ятдесят сім учителів вперше без нагляду пасторів обговорили справи латвійських шкіл, надавши особливого значення народній пісні та музиці у «виховання юнацтва».
У 1875 в Петербурзі вийшла збірка пісень Бауманіса «Mortuos plango» на згадку про Атіса Кронвальдса, пісня «Отче наш, на небесах» (перша латвійська духовна пісня) і твір з біблійним даром, подарований вчителю Войсхаму Главачсу.
25 травня 1875 народилася його донька Марта Матільда.
З 1875 по 1878 Бауманіс був співробітником і фактичним видавцем альманаху «Дундурі». У середині 1870-х розгорнулася гостра полеміка навколо критики Й. Цімзе 3 частини «Пісенних коштовностей», у якій Бауманіс дорікав Цімзе в тому, що він змішує німецькі тексти та мелодії з латвійськими народними піснями. Відгомін полеміки був і в сатирі «Дундурі», де висміювалася темрява й відсталість. Навесні 1877 року Бауманіс завершив збірку «Пісенна верба» для шкіл і товариств, яка через цензуру не була видана.
Тим не менш, у 1878 уряд Російської імперії нагородив Бауманіса орденом Св. Станіслава за успіхи в педагогічній роботі та в репертуарі II загальнолатиського співочого фестивалю 1880. До його пісень увійшли «Тримпула», «Співаймо пісні по-латиськи» та «Отче наш на небесах».
Проте в 1881 його звільнили від викладання в реформатській школі, виділивши квартиру. Існує кілька версій причин звільнення. Деякі, в тому числі родичі, вважають, що причиною стало надмірне вживання алкоголю. Згадуються також деякі мовні порушення, але пояснення впливу знедолених також є переконливим, і передбачається, що в 1881 році, коли почав правити цар Олександр III, він розпочав «чистку» суспільства, під яку потрапив і «дисидент» Бауманіс.
Після повернення на батьківщину в 1882 Карліс Бауманіс оселився в Лимбажі і був активним учасником Лімбажського товариства, ведучим вечорівзапитань і відповідей. Пізніше був опублікований «Справжній балтійський календар», де публікував свої твори і Карліс Бауманіс. Наприкінці життя Мартіньш Елксне надрукував у своїй лімбазькій друкарні «Пальмове листя, зірване з дерева життя» або «Духовні пісні на кожну нагоду».
У 1888 на Третьому пісенному фестивалі симфонічний оркестр виконав «Боже, благослови Латвію!», а в 1895 на Четвертому пісенному фестивалі «Боже благослови Латвію!» до концертної програми хору був включений гімн Латвії.
Карліс Бауманіс помер 10 січня 1905 і був похований на Лімбазькому цвинтарі. Автор надгробка — Густав Шкільтерс (1920).
Його дочка Елізабет Лілія також стала вчителем у Лимбажі.

## Праці

### Збірки музичних композицій
- «Austra» 3 зошити (1874) з 36 піснями. Центральне місце в них займають хорові пісні («Trimpula», «Raug, tavas tautas liktens» та ін.), а також сольні («Tautai», «Zilais kalns», «Ūdens plūdi» та ін.) на слова Аусекла.
- «Līgo» (1874) із 66 піснями для чоловічого хору. У цій збірці вплив молодого латвійського руху ще глибший. До збірки увійшло 66 пісень — як авторські композиції для хору («Tēvijas dziesma», «Patiesībai un vienprātībai», «Viens veclatvietis un daudz jaunlatviešu» та ін.), так і обробки народних
- «Mortuos plango» (1875) пам'яті Ати Кронвальдса з чотирма піснями.
- «Dziesmu vītols» (1877) — збірка пісень у трьох зошитах для шкіл і товариств разом з Аусеклі, яка містила пісні Бауманіса на слова Аусекла («Uz skolu», «Gaismas pils», «Trimpula», обробки народних пісень та ін.)

### Літературна діяльність
У 1870-х Карліс Бауманіс також займався літературою та публіцистикою під псевдонімами Aco, Ako, Antikangars, Aco — Antikangars. Сам малював карикатури в сатиричному виданні «Дундурі».
Був автором кількох сатиричних пісень, зокрема тексту «Доля латиської народної пісні», в якому висміювався латвійсько-німецький лютеранський пастор, що зневажав латвійські народні пісні.

### Драматургія
Рукопис містить сатиричну п'єсу «No tumsas caur dūmiem pie gaismas» («Від темряви через дим до світла») («Сцени з Балтики, намальовані з АСО»). Ця двоактна вистава за звучанням близька до сатири «Дундурі», в ній також присутні мотиви Зобугали. У п'єсі зображено латвійських студентів — виразників нових латвійських прагнень, які різко критикують засилля балтійських німців. У ході вистави учні перетворюють старого господаря, який потрапив у безладдя, на просвітлену людину. У п'єсі висміюються і слуги церкви. Герої п'єси різко висловлюються про балтійські аграрні відносини.

### Журналістика
Публіцистичні тексти Карліса Бауманіса можна знайти в пресі. Він сперечався про тексти й музику народних пісень, писав про мовознавство. Кілька його статей надруковано в «Істинному балтійському календарі» (1890–1899), який він також упорядкував і редагував.

## Нагороди
За видатні досягнення в роботі вчителя в Петербурзі Карліс Бауманіс отримав орден Св. Анни в 1873, а також орден Святого Станіслава в 1878.